# Team Fortress 2
Team Fortress 2 je večigralska prvoosebna strelska igra ki jo je razvil Valve. Igra je naslednik originalnega Team Fortress Classic (1999). Izdana je bila oktobra leta 2007 kot del The Orange Box za Windows in Xbox 360, decembra 2007 je prispela tudi na PlayStation 3, junija 2010 za Mac OS X in na Linux februarja 2013.
Igro je danes možno inštalirati preko Steam, Valve platforma za digitalno distribucijo iger.

## Igranje
V večini igralnih načinov se v igri pomerita BLU in RED ekipa. Igralci lahko izberejo enega od devetih igralnih oseb, vsak od teh ima svoje prednosti in slabosti. Če želi ekipa zmagati, je potrebno imeti pravilno razmerje teh oseb, saj se njihove prednosti in slabosti pokažejo v medsebojnem ekipnem okolju. Igra je omejena na 32 igralcev, vendar je originalno narejena za 6 proti 6, torej 12 igralcev. Igra je bila izdana z 6 progami, ampak je danes število preseglo že 100.

### Glavni igralni načini
Team Fortress 2 ima 5 glavnih igralnih načinov.
- Attack/Defend (A/D) je igralni način kjer ekipa BLU poskuša pridobiti od ekipe RED kontrolne točke, število točk se razlikuje od proge do proge. Da BLU ekipa pridobi kontrolne točke, mora stati na kontrolni točki določen čas, ki je hitrejši za vsakega BLU igralca ki stoji gor.
- Capture the Flag (CtF) je igralni način kjer BLU in RED ekipa poskušata ukrasti od nasprotne ekipe zastavo (V igri je to kovček). Prva ekipa do treh kapituliranih kovčkov zmaga.
- Control Points (CP) je igralni način kjer se ekipi borita za kontrolne točke, prva kontrolna točka je na sredini proge, ekipa ki pridobi prvo kontrolno točko,   se nato odprejo ostale kontrolne točke, ki so vedno bližje bazi nasprotujoče ekipe, ko ena ekipa kapitulira zadnjo točko pri bazi, zmaga. Kontrolnih točk je od 3 do 5, to se razlikuje glede na progo.
- King of the Hill (KOTH) je časovni igralni način kjer se ekipi borita za eno kontrolno točko, da ekipa zmaga mora imeti sredinsko točko kapitulirano za določen čas.
- Payload (PL) je časovni igralni način kjer BLU ekipa potiska eksploziven voziček do baze RED ekipe, za potiskanje vozička je potreben vsaj 1 BLU igralec, voziček bo hitrejši če ga bo potiskalo več igralcev. RED ekipa zmaga če prepreči BLU ekipi potiskanje vozička za določen čas.

## Odzivi
Team Fortress 2 je prejela zelo pozitivne kritike za svojo umetniško režijo, igranje, humor, mnogi jo tudi imenujejo kot eno izmed najboljših večigralskih video iger narejenih. Igro še Valve vedno aktivno nadgrajuje, čeprav je igra stara že 15 let.